# The Unofficial Bridgerton Musical
The Unofficial Bridgerton Musical, tal com el nom indica, és una creació musical basada en la sèrie de Netflix Bridgerton. Quan el 25 de desembre la família Bridgerton commovia a diversos usuaris de Netflix, Abigail Barlow, penjà una cançó de creació pròpia a Tik Tok, utilitzant aquesta sèrie com a font d’inspiració. El que va començar com a una broma per internet, es va acabar tornant viral i de sobte els seus seguidors li demanaven més cançons basades en la sèrie cinematogràfica Bridgerton. Així va ser com mig any més tard, el 10 de setembre de 2021 es va publicar l'Àlbum a totes les plataformes de streaming, com ara Spotify, de la mà d'Emily Bear i Abigail Barlow.
El 3 d'abril del 2022, Barlow i Bear van rebre el Grammy 2022 al Millor Àlbum de Teatre Musical.

## Cançons
Les cançons publicades en l'àlbum són les següents:
1. Tis the Season
2. Lady Whistledown
3. If I Were a Man
4. Penelope Featherington
5. The Ruse
6. Fool For You
7. Alone Together
8. Entertain Me
9. Friend Turned Foe
10. Burn For You
11. Worker Bee
12. Every Inch
13. Burned Me Instead
14. Balancing The Scales
15. Ocean Away

## Història
El gener de 2021 Abigail Barlow, cantant i compositora, va penjar un vídeo al seu compte de Tik Tok que visualitzaren milers de persones on preguntava: "I si Bridgerton fos un musical?". Llavors començava a cantar una estrofa inicial escrita per ella mateixa que es basava en la relació sentimental entre els personatges principals de la sèrie, Simon i Daphne. De fet, ja a la primera escena dels Bridgerton s'observa clarament el potencial que té la sèrie de ser un musical, i la jove no ho desaprofita. L'endemà penjava "Burn for You" en un altre vídeo a la xarxa, que adquirí encara més visualitzacions i cridà l'atenció de més fans.
En veure l'èxit que tenien els inicis de les seves dues composicions "Oceans Away" (que a l'inici era una balada de piano anomenada "Daphne's Song") i "I Burn For You", ja que aconseguiren arribar a 260 milions de visualitsacions a Tik Tok i a 48 milions de likes en total, Barlow contactà Emily Bear, compositora amb qui ja havia treballat, i amb qui acabà gravant l'àlbum "The Unofficial Bridgerton Musical". Segons ella mateixa expressà a Paper Magazine: "Totes dues estàvem una mica frustrades en les nostres carreres solistes, esperant poder canviar i fer alguna cosa diferent",""immediatament després que comencés a tenir èxit vaig escriure a Emily, "I si això fos un projecte complet?"".
Amb el permís del repartiment i els equips de la sèrie, el duet de compositores va escriure, produir, representar i gravar 15 cançons originals amb poc més de mig any. L'àlbum, que rep influències del teatre musical, però també contemporànies i del gènere pop, està plegat amb diàlegs enmig de les cançons, seguint realment les característiques pròpies dels musicals. Aquest fet fa que resulti fàcil per l'audiència situar-se en el moment específic de la sèrie al qual s'està fent referència. En l'àlbum Barlow és la cantant de totes les peces, canviant de registres, textures i tècnica per adaptar-se als diferents personatges que ha d'interpretar, i Bear està al capdavant de l'orquestració, si bé les cançons estan escrites per ambdues.
L'àlbum ha estat reeixit, en tant que l'escriptora de Bridgerton (sèrie novel·lística en què es basa la sèrie i, per tant, l'àlbum) afirmà conèixer-lo. Julia Quinn expressava: "Ho sé tot sobre l'àlbum i m'està encantant.". A més, The Unofficial Bridgerton Musical aconseguí posicionar-se com a número 1 a ITunes U.S. Pop Albums només dues hores després del seu llançament i en el rànquing dels Top 10 a escala mundial.
L'octubre de 2021 es publicà la representació de Bear i Barlow de "Ocean Away" (cançó de l'àlbum) realitzada juntament amb el cantant Darren Criss al concert del 50 aniversari del Kennedy Center. Altres actuacions a destacar són la realitzada per les joves artistes de la seva cançó "Burn for You" al programa televisiu nord-americà Today l'abril de 2022 i la representació de "Alone Together" el maig del 2022 a The Kelly Clarckson Show.

## Influència d'internet i les xarxes socials
El triomf que ha suposat l'àlbum és un clar indicador de la creixent influència d'Internet i de les xarxes socials, i de com aquests poden ser d'utilitat a l'hora de visibilitzar artistes independents i novells (encara que en aquest cas, ambdues joves ja tenien carreres exitoses, però segurament no eren massa reconegudes pel públic general). Més encara tenint en compte el context en què la COVID va tenir tancades a casa a milions de persones durant dies.
Les col·laboradores musicals han demostrat ser molt més que una moda passatgera de Tik Tok. No només aparegueren durant tot el mes de gener als FYP (pàgina "For You", és a dir, la pàgina inicial de Tik Tok) de milions de persones, sinó que utilitzaren aquesta fama adquirida a l'app com a procés inicial d'un projecte creatiu. D'aquesta manera, tal com un dels seus predecessors: Ratatouille the Musical, van trencara amb el procés embrionari i elemental de creació artística habitual, canviant així la manera de concebre la confecció dels projectes musicals en general.
A més, les joves músics van aprofitar la oportunitat que el seu projecte hagués nascut a les xarxes, per poder desmitificar el procés creatiu. Van decidir transmetre en directe i en temps real les hores dedicades a la d'ideació, composició, orquestració i assaig del projecte, així com dur a terme diàlegs i debats amb els seus fans a diverses de les seves xarxes socials i plataformes. Aquest fet va suposar que l'audiència se sentís molt més partícip del desenvolupament i la concepció de l'àlbum.
Aquest fenomen de xarxes i èxit final de l'àlbum en part es va donar perquè Barlow i Bear van decidir ensenyar el seu progrés "d'entre bastidors". "No esperàvem que la gent gaudís en veure'ns escriure durant 4 hores seguides o com ens entrebancàvem en una estrofa durant una hora", confessava Emily Bear "els creadors no són conscients que la majoria de persones no saben què significa escriure una cançó o un musical. Per algú que no en té ni idea de com és el procés, ho troben interessant.". És per això que en aquests directes s'hi connectaren centenars de persones.
La xarxa de connexió que es crea en aquestes plataformes és molt pràctica pels artistes perquè permet feedback del seu públic referent a cada cançó i pas, per petit que sigui, del procés creatiu. El públic, que en realitat és qui té el poder pel que fa a la popularitat d'un producte, pot donar la seva opinió i això crea una espiral positiva, ja que com que els creadors poden utilitzar aquestes crítiques, el contingut que construeixin podrà ser més adient al que demana l'audiència. Això, explica Bear: "dona a la gent talentosa una oportunitat d'exhibir les seves capacitats davant d'una audiència que vol escoltar-les", sobretot en un sector tan elitista com el teatre musical, en el qual es fa difícil iniciar-se. És a dir, les xarxes socials s'estan convertint literalment en un mitjà a través el qual obrir-se pas en la indústria de la música i l'art.

## Premsa
Aquest fenomen de xarxes ha rebut bona crítica per part de diverses revistes, diaris i canals de televisió, com ara Forbes, The Today Show, Variety, People, Playbill, Kelly Clarkson, BBC, NPR, Boston Globe, Edition, Deadline, Chicago Tribune, Cosmopolitan, Broadway World, Refinery29, Entertainment Weekly, NBC, The Guardian, Distractify, etc.

## Actuacions
Tot i haver-se donat a conèixer a través de pantalles, Abigail Barlow i Emily Bear han fet diverses actuacions dalt dels escenaris per mostrar les cançons publicades a l'àlbum, com ara l'actuació en el cinquantè aniversari de The Kennedy Center.
També han dut a terme entrevistes i interpretacions en vídeo, com ara l'actuació publicada a Playbill.